# Maaltijdsoep

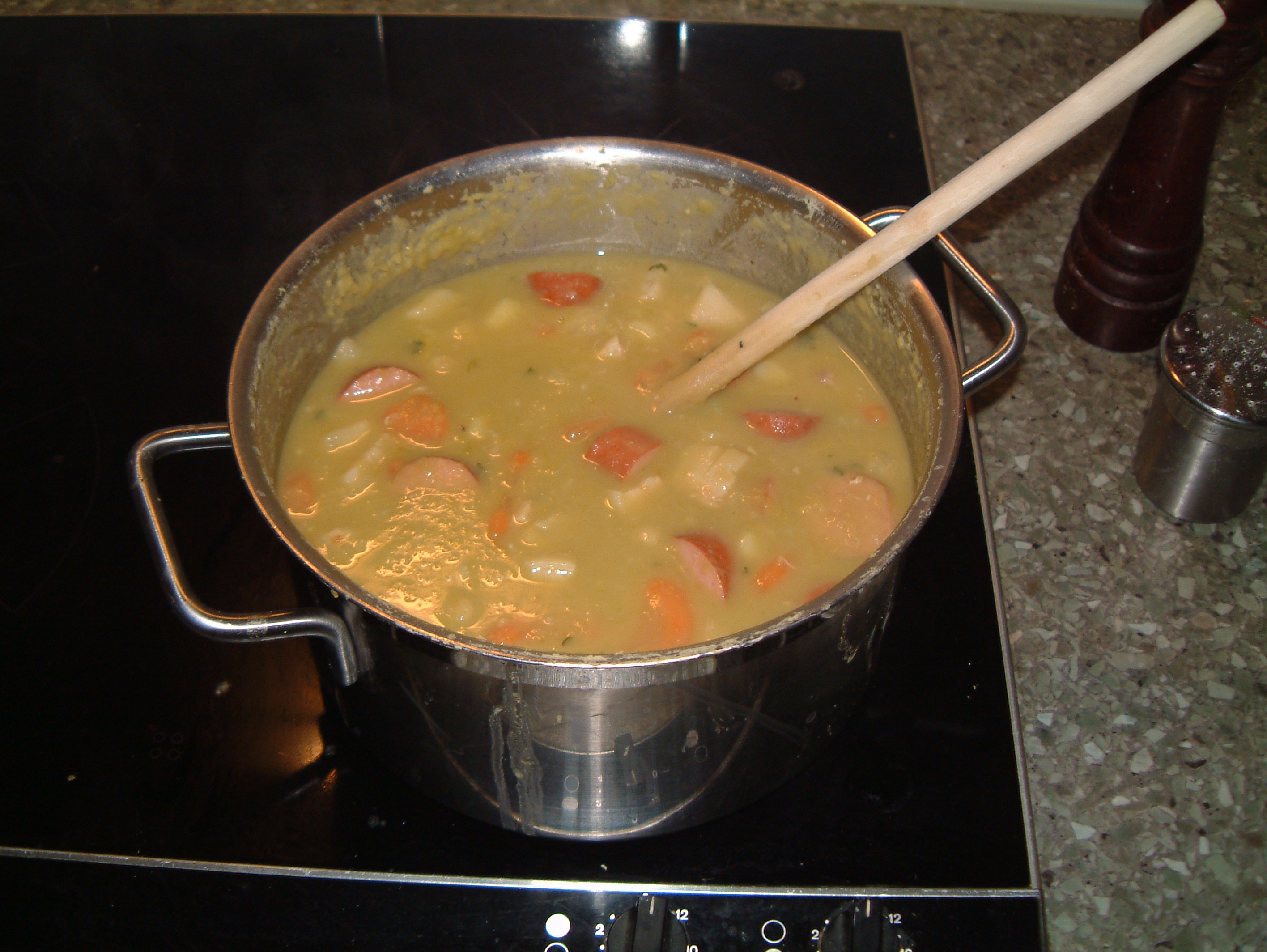
Een pan met snert

Een maaltijdsoep is een stevige, gebonden soep, die gegeten wordt als avondmaaltijd. Doorgaans bevat een maaltijdsoep een bron van koolhydraten, bijvoorbeeld stukjes aardappel of macaroni. De soep is doorgaans relatief dik en gevuld met stukken groente en vlees. Ook worden vaak peulvruchten gebruikt om de soep zijn stevigheid te geven.
Bij de soep wordt vaak brood of roggebrood gegeten, eventueel met spek of kaas.
Een voorbeeld van een maaltijdsoep is snert.